# Домингес Барриос, Кристиан
Кристиан Домингес Барриос (исп. Cristián Domínguez Barrios; 27 августа 1982, Мадрид, Испания), более известный как просто Кристиан (исп. Cristian) — испанский футболист, игрок в мини-футбол, вратарь. Известен по выступлениям за испанский клуб «Барселона» и сборную Испании по мини-футболу.

## Биография
Кристиан начинал карьеру в «Леганесе», после чего перебрался в «Каха Сеговию». В 2000 году он выиграл в составе этого клуба свои первые трофеи: Суперкубок Испании и Межконтинентальный кубок. Затем он отыграл три сезона в «Полярис Уорлд Картахена», а в 2007 году перешёл в «Барселону».
В составе сборной Испании по мини-футболу Кристиан стал победителем двух Чемпионатов Европы (2007 и 2010), а также финалистом Чемпионата мира 2008. Он ездил на эти турниры в качестве третьего вратаря команды после Луиса Амадо и Хуанхо и поэтому играл совсем немного.

## Достижения
- Серебряный призёр чемпионата мира по мини-футболу 2008
- Чемпион Европы по мини-футболу (2): 2007, 2010
- Обладатель Межконтинентального кубка 2000
- Обладатель Кубка Испании по мини-футболу 2011
- Обладатель Суперкубка Испании по мини-футболу 2000
- Обладатель Королевского кубка Испании по мини-футболу 2011